# 佩蒂特陨击坑
佩蒂特陨击坑（Pettit）是火星亚马逊区的一座撞击坑，其中心坐标位于北纬12.39度、西经173.87度处，直径92.49公里。在它的西侧坐落了巨大的奥林帕斯山。该特征取名自美国天文学家爱迪生·佩蒂特（1890年-1962年），1973年被国际天文联合会行星系统命名工作组批准接受。

## 图集

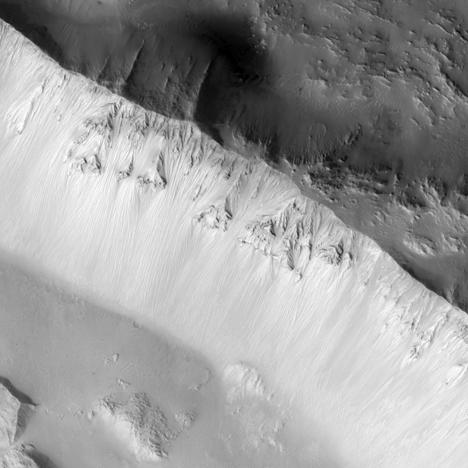
高分辨率成像科学设备显示的佩蒂特陨击坑边缘
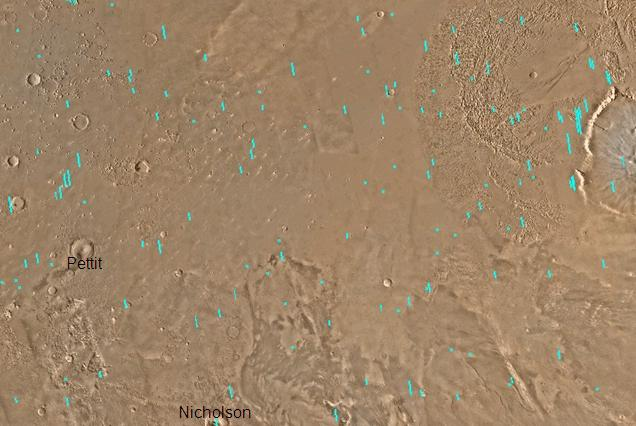
亚马逊区地图，尼科尔森陨击坑就坐落在赤道上。
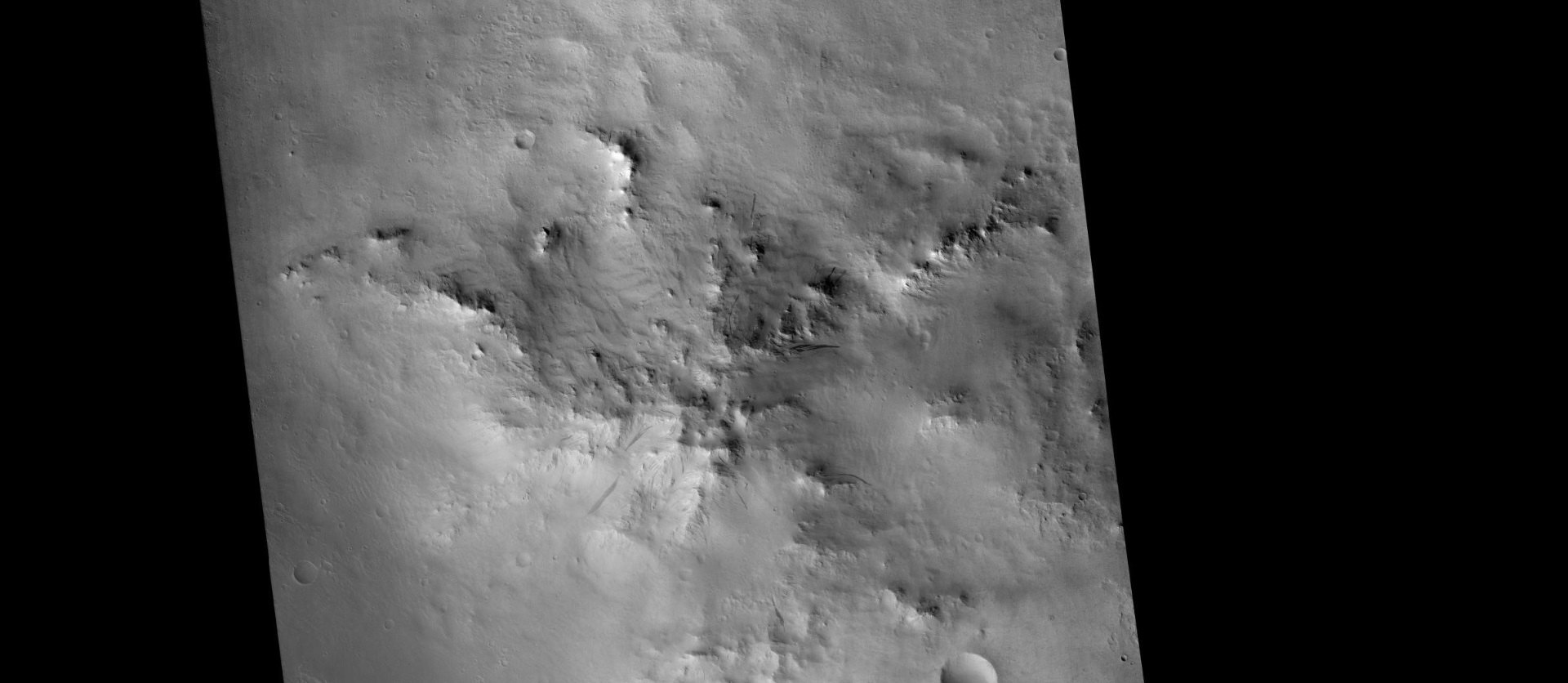
火星勘测轨道飞行器背景相机拍摄的佩蒂特陨击坑中央峰，可看到一些暗坡条纹。

## 另请查看
- 火星撞击坑